# هرمن اشپرینر
هرمن اشپرینر (آلمانی: Hermann Springer; ۴ دسامبر ۱۹۰۸ – ۱۲ دسامبر ۱۹۷۸) بازیکن فوتبال اهل سوئیس بود.
از باشگاه‌هایی که در آن بازی کرده‌است می‌توان به باشگاه فوتبال گراس‌هاپر زوریخ اشاره کرد.
وی همچنین در تیم ملی فوتبال سوئیس بازی کرده‌است.